# Kuifseriema
De kuifseriema (Cariama cristata) is een vogel uit de familie van de seriema's (Cariamidae). Het is tevens de enige soort uit het geslacht Cariama.

## Naamgeving
De naam van de soort werd voor het eerst gepubliceerd door Carl Linnaeus in 1766, in de twaalfde editie van Systema naturae. Hij plaatste de soort in het geslacht Palamedea, met een verwijzing naar de naam Cariama van Markgraf & Piso in Historia Naturalis Brasiliae uit 1648, en naar de door Brisson in 1760 gepubliceerde geslachtsnaam Cariama.

## Kenmerken
De kuifseriema wordt gemiddeld 75 tot 90 centimeter lang, 1,5 kg zwaar en heeft in verhouding tot het lichaam relatief lange poten, en een lange nek en staart. De veren zijn doorgaans bruin (met een blekere tint bij de nek) met zwarte markeringen. Het verenkleed van beide geslachten is gelijk. De snavel en poten zijn rood. Op de kop hebben ze een kuif.

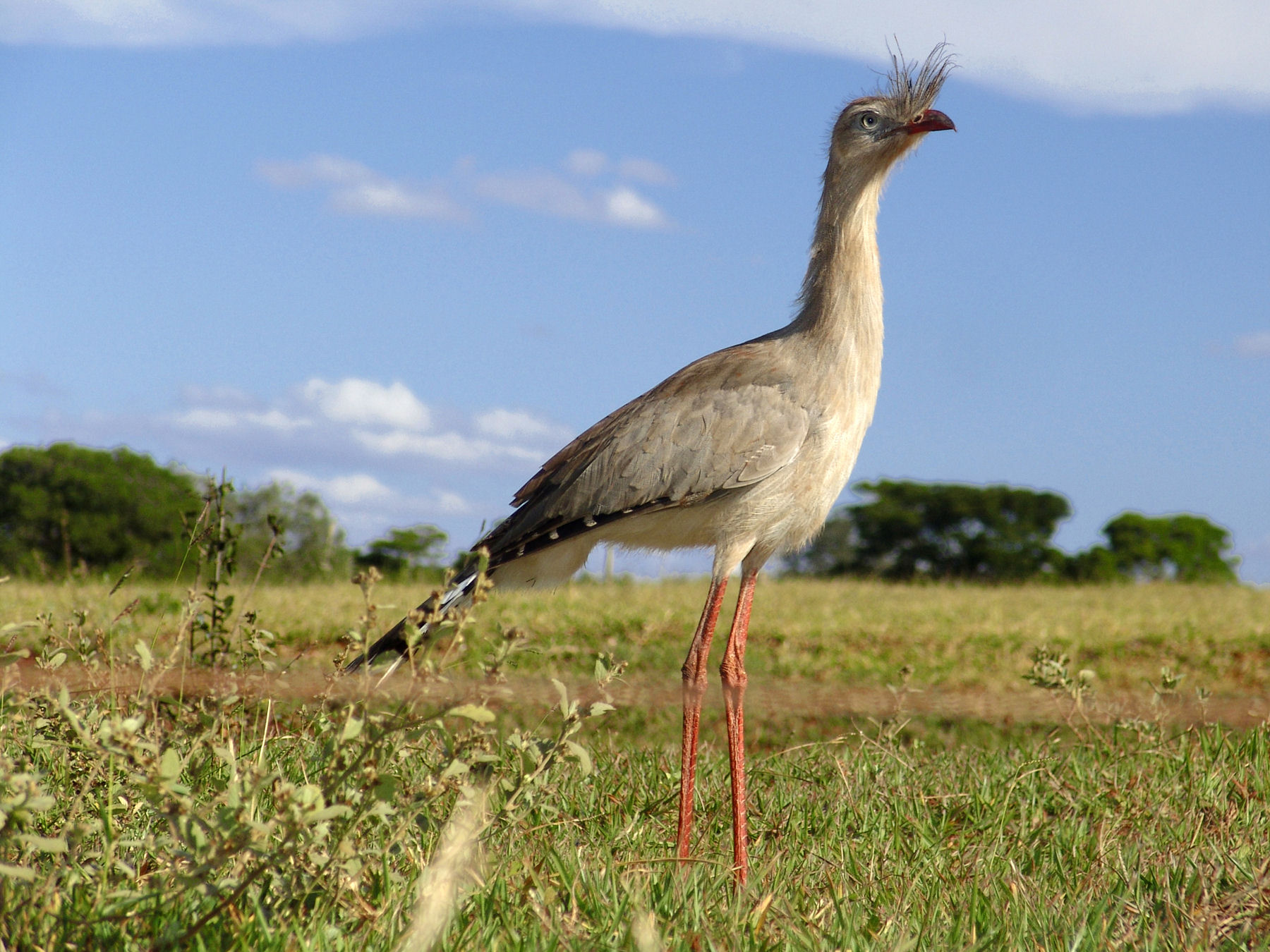
Kuifseriema in Avaré (SP)

## Leefwijze
Deze standvogels jagen onder andere op slangen. Grote prooien worden dikwijls met de snavel gegrepen en tegen de grond dood geslagen. Bij dreigend gevaar rennen ze weg of drukken zich tegen de grond, vertrouwend op hun schutkleur. Buiten het broedseizoen zijn ze erg luidruchtig. Meestal leven ze solitair, maar men ziet ze ook wel in een groepje.

## Habitat
De soort komt voor op de graslanden van Brazilië (ten zuiden van het Amazoneregenwoud) tot Uruguay en Noord-Argentinië. De soort kan zich soms ook ophouden nabij rivieroevers, maar zal niet snel kiezen voor drasland of graanvelden. Kuifseriema's worden doorgaans alleen of in paren gezien. Kuifseriema's verblijven doorgaans op de grond en kunnen rennend een snelheid bereiken van 25 kilometer per uur.
Kuifseriema's bouwen hun nesten op de grond of in struiken tot maximaal drie meter boven de grond.

## Video
- De zang van de kuifseriema

## Afbeeldingen

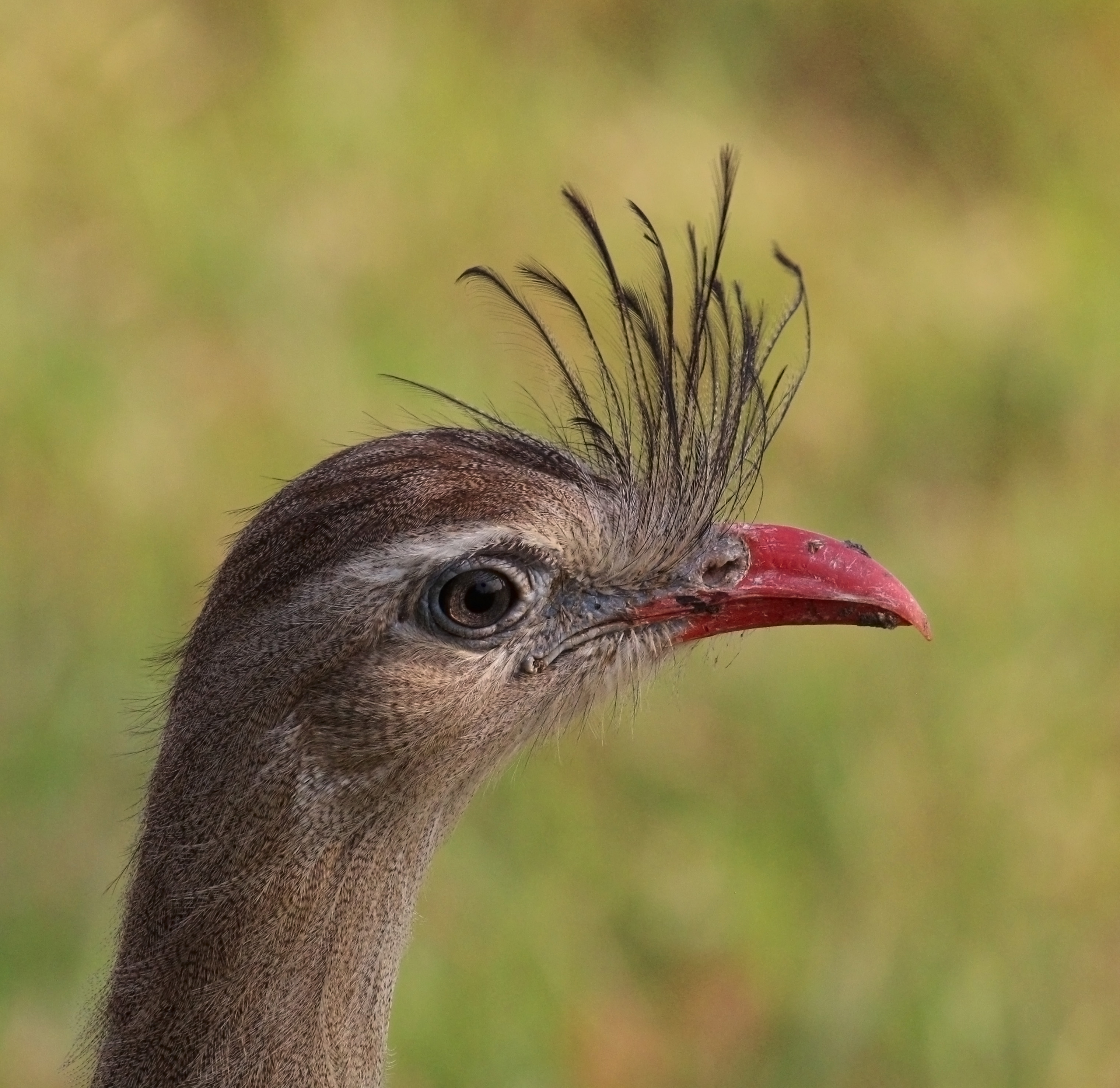
De kop van een Kuifseriema in de Pantanal
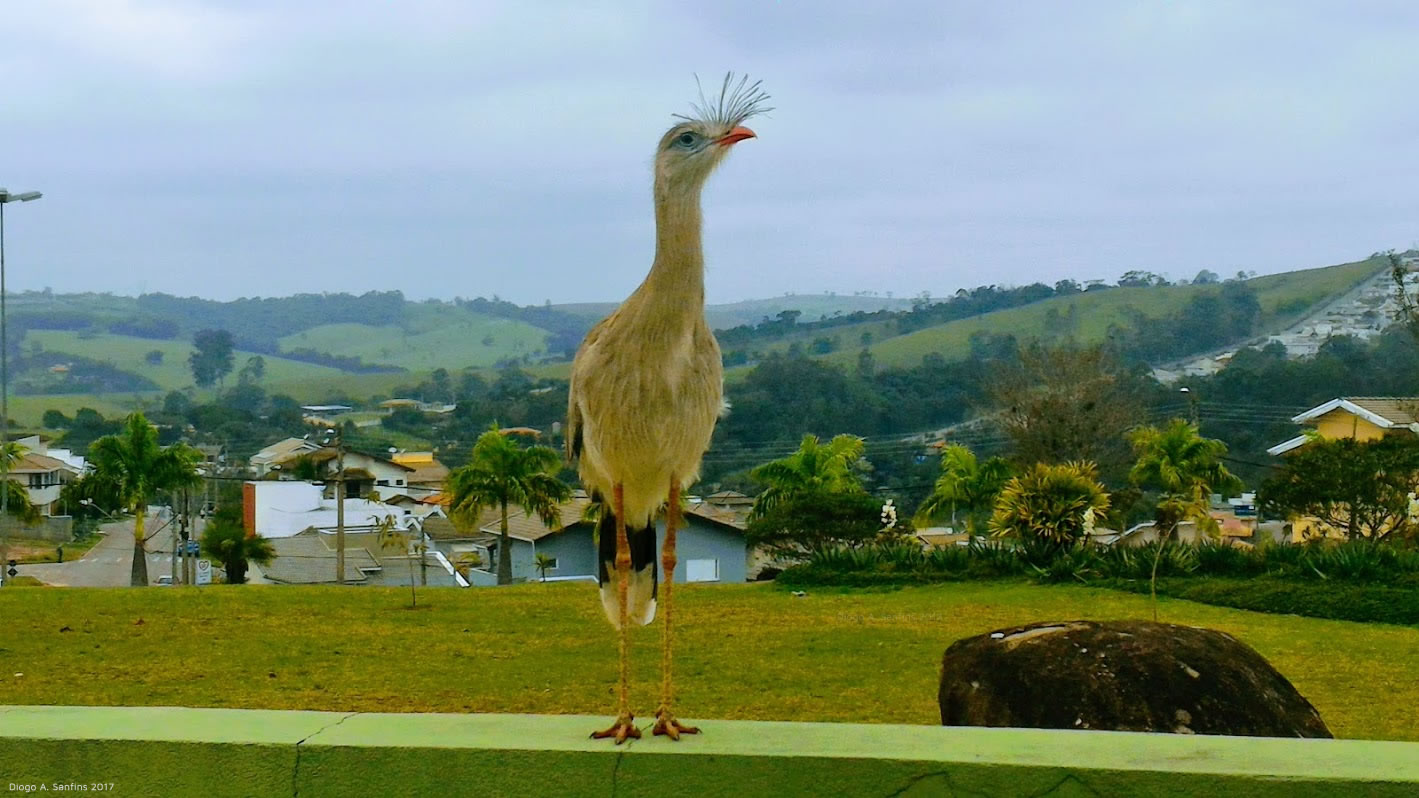
Kuifseriema in Itatiba (SP)
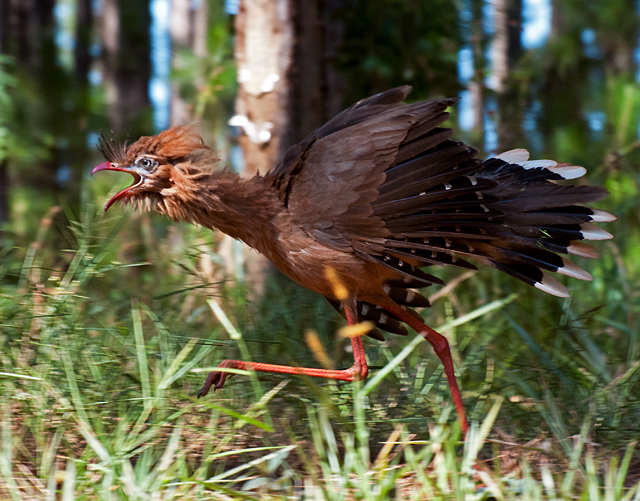
Kuifseriema in Piraju (SP)
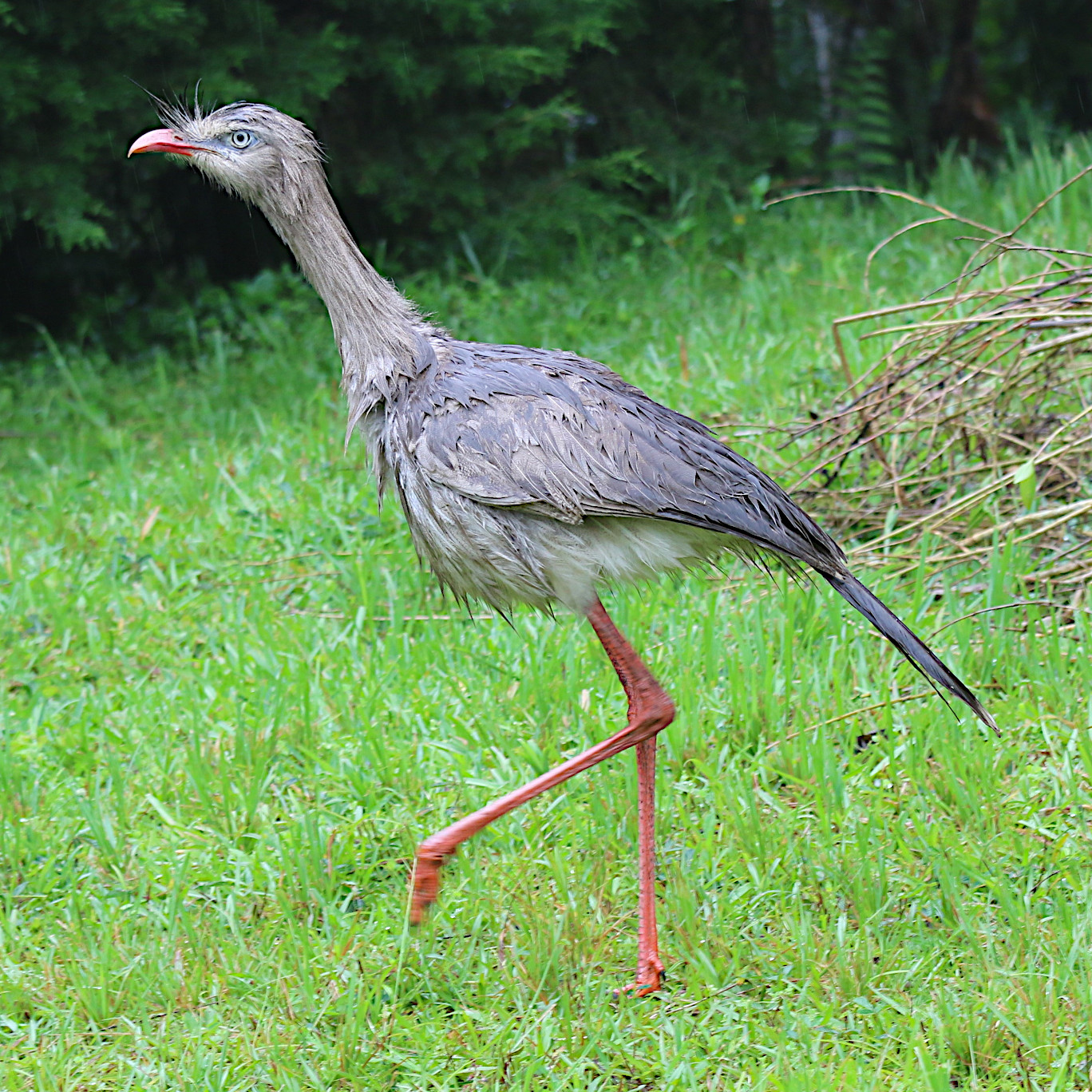
Kuifseriema in Nova Friburgo (RJ)